# Горбаченко Юрій Семенович
Ю́рій Семе́нович Горбаче́нко (19 липня 1966, Київ — 4 листопада 2019) — український легкоатлет (потрійний стрибок), тренер з легкої атлетики, майстер спорту України міжнародного класу (1991), заслужений тренер України (1997).

## Стислі відомості
Народився 1966 року в місті Київ; 1990-го закінчив Київський інститут фізичної культури. Виступав за спортивні товариства «Буревісник» і «Спартак».

Могила Юрія Горбаченка, Лісове кладовище

Неодноразовий чемпіон УРСР в 1984—1990 роках. Чемпіон СРСР 1984—1985 років серед юніорів. Від 1989 року — старший тренер Державної школи вищої спортивної майстерності України.
2000 року нагороджений орденом «За заслуги» 3-го ступеню.
Серед вихованців — Олена Говорова, Роман Щуренко, Крістіна Гришутіна.
Переніс декілька інсультів і складні операції. Помер на 54-му році життя 4 листопада 2019 року. Похований на Лісовому кладовищі Києва.